# Identity (3T)
Identity è il secondo album in studio del gruppo musicale statunitense 3T, pubblicato il 29 dicembre 2004 in alcuni paesi europei e il 18 gennaio 2005 negli Stati Uniti. In Germania venne pubblicato col titolo Sex Appeal.

## Descrizione
Fu il primo album dei tre fratelli ad essere realizzato a distanza di ben nove anni dal loro album di esordio, Brotherhood (1995), a causa dei problemi con la precedente casa discografica, la Sony Music, causati da alcuni cavilli contrattuali di loro zio Michael Jackson, produttore del loro primo album tramite la sua MJJ Music, che provocarono anche lo stallo del loro secondo album presso tale etichetta, rimasto pertanto inedito e conosciuto come The Lost Album.
Da Identity furono estratti due singoli: Stuck on You, reinterpretazione di un brano di Lionel Richie, e Sex Appeal, presenti entrambi anche in versione remix come bonus track. Mentre If You Leave Me Now, reinterpretazione di una canzone dei Chicago, venne pubblicato lo stesso anno in duetto col gruppo musicale brasiliano T-Rio e inserito nel loro album.
Il disco fu prodotto dall'etichetta francese Silver Star e distribuito dalla Warner Music e vide anche la collaborazione, con il brano Party Tonight, della cugina Stacee Brown, figlia della primogenita dei Jacksons, Rebbie Jackson.

## Tracce
1. Detour – 3:06
2. Sex Appeal – 3:50
3. Guilty – 3:43
4. I Appreciate – 5:06
5. Party Tonight – 3:52
6. Stubborn (It's A Shame) – 3:44
7. Stuck on You – 3:35 (Lionel Richie)
8. Without You – 3:55
9. Disappeared – 3:29
10. They Say – 3:58
11. Someone to Love – 5:32
12. Thankful – 4:04
13. Sex Appeal (Organized Playas Remix) – 3:48
14. Stuck on You (Smooth Mix) – 4:00

## Classifiche
| Classifica (2004) | Posizione massima |
| ----------------- | ----------------- |
| Belgio - Vallonia | 37                |
| Paesi Bassi       | 32                |
| Francia           | 74                |